# Петрівська сільська рада (Монастирищенський район)
Хейлі́вська сільська́ ра́да — адміністративно-територіальна одиниця та орган місцевого самоврядування в Монастирищенському районі Черкаської області. Адміністративний центр — село Хейлове.

## Загальні відомості
- Населення ради: 426 осіб (станом на 2001 рік)

## Населені пункти
Сільській раді підпорядковані населені пункти:
- с. Хейлове

## Склад ради
Рада складається з 12 депутатів та голови.
- Голова ради: Борейко Григорій Григорович
- Секретар ради: Мусійчук Наталія Василівна

### Керівний склад попередніх скликань
| Прізвище, ім'я, по батькові | Основні відомості                                                                       | Дата обрання | Дата звільнення |
| --------------------------- | --------------------------------------------------------------------------------------- | ------------ | --------------- |
| Борейко Григорій Григорович | Сільський голова, 1961 року народження, освіта вища, член Соціалістичної партії України | 26.03.2006   | 31.10.2010      |
| Борейко Григорій Григорович | Сільський голова, 1961 року народження, освіта вища, член Партії регіонів               | 31.10.2010   |                 |

Примітка: таблиця складена за даними сайту Верховної Ради України

### Депутати
За результатами місцевих виборів 2010 року депутатами ради стали:

#### За суб'єктами висування
| Суб'єкт висування | Кількість обраних депутатів | %   |
| ----------------- | --------------------------- | --- |
| Партія регіонів   | 12                          | 100 |

#### За округами
| № округу        | Прізвище, ім'я, по батькові    | Дата визнання обраним | Освіта  | Партійна приналежність | Відомості про обраного депутата  |
| --------------- | ------------------------------ | --------------------- | ------- | ---------------------- | -------------------------------- |
| Партія регіонів |                                |                       |         |                        |                                  |
| 1               | Мусійчук Оксана Миколаївна     | 02.11.2010            | середня | член Партії регіонів   | Дитячий садок, няня              |
| 2               | Барчук Петро Іванович          | 02.11.2010            | середня | член Партії регіонів   | тимчасово не працює              |
| 3               | Яценко Дмитро Іванович         | 02.11.2010            | вища    | член Партії регіонів   | ФГ «Вікторія», інженер-Механік   |
| 4               | Тонюк Тетяна Григорівна        | 02.11.2010            | середня | член Партії регіонів   | Дитячий садок, завідувачка       |
| 5               | Мусійчук Наталія Василівна     | 02.11.2010            | середня | член Партії регіонів   | Сільська Рада, секретар          |
| 6               | Грицаюк Надія Миколаївна       | 02.11.2010            | середня | член Партії регіонів   | пенсіонер                        |
| 7               | Трипак Олександр Володимирович | 02.11.2010            | середня | член Партії регіонів   | тимчасово не працює              |
| 8               | Іщук Олена Василівна           | 02.11.2010            | середня | член Партії регіонів   | Фельшердський Пункт, завідувачка |
| 9               | Нагорний Микола Васильович     | 02.11.2010            | середня | член Партії регіонів   | пенсіонер                        |
| 10              | Розний Микола Трохимович       | 02.11.2010            | середня | член Партії регіонів   | тимчасово не працює              |
| 11              | Токмач Микола Володимирович    | 02.11.2010            | середня | член Партії регіонів   | тимчасово не працює              |
| 12              | Дорош Валентина Петрівна       | 02.11.2010            | середня | член Партії регіонів   | Будинок Культури, завідувач      |